# Campeonato Mundial de Rali de 2015
O Campeonato Mundial de Rali de 2015 foi a 44ª temporada do Campeonato Mundial de Rali, organizado pela FIA. A temporada teve início em 22 de janeiro, no Rali de Monte Carlo, e terminou em 15 de novembro, no Rali do País de Gales.
Equipas e pilotos disputaram treze etapas em quatro continentes, concorrendo para o Campeonato Mundial de Rali da FIA. As categorias WRC 2, WRC 3 e Junior WRC também disputaram as etapas em conjunto a categoria principal.
O piloto Sébastien Ogier e seu co-piloto Julien Ingrassia conquistaram o tri-campeonato, enquanto a Volkswagen Motorsport, por sua vez assegurou o tri-campeonato de construtores.

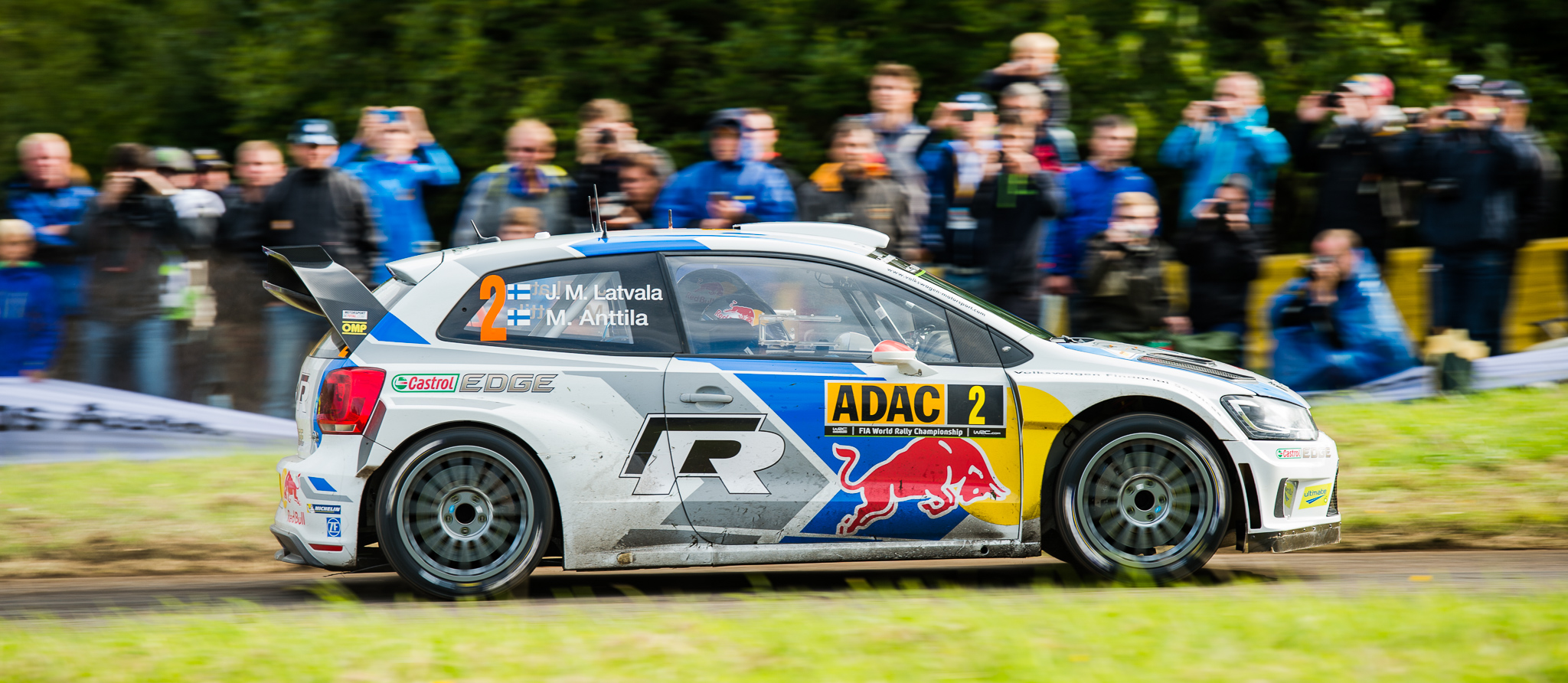
Um Volkswagen Polo R WRC, que defendeu o campeonato de construtores para a equipe Volkswagen Motorsport

## Calendário
| Etapa | Datas                     | Rali                  | Base do evento   | Categorias paralelas                    | Superfície         |
| ----- | ------------------------- | --------------------- | ---------------- | --------------------------------------- | ------------------ |
| 01    | 22 a 25 de janeiro        | Rali de Monte Carlo   | Monte Carlo      | WRC2 / WRC3 / JWRC / RGT Cup            | asfalto e neve     |
| 02    | 12 a 15 de fevereiro      | Rali da Suécia        | Karlstad         | WRC2 / WRC3                             | neve e gelo        |
| 03    | 5 a 8 de março            | Rali do México        | León             | WRC2 / WRC3                             | cascalho           |
| 04    | 23 a 26 de abril          | Rali da Argentina     | Villa Carlos Paz | WRC2 / WRC3 / CODASUR                   | cascalho           |
| 05    | 21 a 24 de maio           | Rali de Portugal      | Matosinhos       | WRC2 / WRC3 / JWRC / Drive Dmack Cup    | cascalho           |
| 06    | 11 a 14 de junho          | Rali da Sardenha      | Sardenha         | WRC2 / WRC3                             | cascalho           |
| 07    | 02 a 5 de julho           | Rali da Polónia       | Mikołajki        | WRC2 / WRC3 / JWRC / Drive Dmack Cup    | cascalho           |
| 08    | 30 de julho a 2 de agosto | Rali da Finlândia     | Jyväskylä        | WRC2 / WRC3 / JWRC / Drive Dmack Cup    | cascalho           |
| 09    | 20 a 23 de agosto         | Rali da Alemanha      | Trier            | WRC2 / WRC3 / RGT Cup / Drive Dmack Cup | asfalto            |
| 10    | 10 a 13 de setembro       | Rali da Austrália     | Coffs Harbour    | WRC2 / WRC3                             | cascalho           |
| 11    | 1 a 4 de outubro          | Rali da Córsega       | Ajaccio          | WRC2 / WRC3 / JWRC                      | asfalto            |
| 12    | 22 a 25 de novembro       | Rali da Catalunha     | Salou            | WRC2 / WRC3 / JWRC / Drive Dmack Cup    | asfalto e cascalho |
| 13    | 12 a 15 de novembro       | Rali do País de Gales | Deeside          | WRC2 / WRC3 / JWRC                      | cascalho           |

## Equipas e Pilotos
| Elegíveis para o Campeonato de Construtores | Elegíveis para o Campeonato de Construtores | Elegíveis para o Campeonato de Construtores | Elegíveis para o Campeonato de Construtores | Elegíveis para o Campeonato de Construtores | Elegíveis para o Campeonato de Construtores | Elegíveis para o Campeonato de Construtores | Elegíveis para o Campeonato de Construtores | Elegíveis para o Campeonato de Construtores | Elegíveis para o Campeonato de Construtores |
| Construtor                                  | Nat.                                        | Equipa                                      | Pneus                                       | Nº                                          | Nat.                                        | Pilotos                                     | Nat.                                        | Navegadores                                 | Ralis                                       |
| ------------------------------------------- | ------------------------------------------- | ------------------------------------------- | ------------------------------------------- | ------------------------------------------- | ------------------------------------------- | ------------------------------------------- | ------------------------------------------- | ------------------------------------------- | ------------------------------------------- |
| Volkswagen (Volkswagen Polo R WRC)          | Alemanha                                    | Volkswagen Motorsport                       | M                                           | 1                                           | França                                      | Sébastien Ogier                             | França                                      | Julien Ingrassia                            | All                                         |
| Volkswagen (Volkswagen Polo R WRC)          | Alemanha                                    | Volkswagen Motorsport                       | M                                           | 2                                           | Finlândia                                   | Jari-Matti Latvala                          | Finlândia                                   | Miikka Anttila                              | All                                         |
| Volkswagen (Volkswagen Polo R WRC)          | Alemanha                                    | Volkswagen Motorsport II                    | M                                           | 9                                           | Noruega                                     | Andreas Mikkelsen                           | Noruega                                     | Ola Fløene                                  | 2, 4–13                                     |
| Citroën (Citroën DS3 WRC)                   | França                                      | Citroën Total Abu Dhabi World Rally Team    | M                                           | 3                                           | Reino Unido                                 | Kris Meeke                                  | República da Irlanda                        | Paul Nagle                                  | All                                         |
| Citroën (Citroën DS3 WRC)                   | França                                      | Citroën Total Abu Dhabi World Rally Team    | M                                           | 4                                           | França                                      | Sébastien Loeb                              | Mónaco                                      | Daniel Elena                                | 1                                           |
| Citroën (Citroën DS3 WRC)                   | França                                      | Citroën Total Abu Dhabi World Rally Team    | M                                           | 4                                           | Noruega                                     | Mads Østberg                                | Suécia                                      | Jonas Andersson                             | 2–9, 11–13                                  |
| Citroën (Citroën DS3 WRC)                   | França                                      | Citroën Total Abu Dhabi World Rally Team    | M                                           | 4                                           | França                                      | Stéphane Lefebvre                           | Bélgica                                     | Stéphane Prevot                             | 10                                          |
| Ford (Ford Fiesta RS WRC)                   | Reino Unido                                 | M-Sport World Rally Team                    | M                                           | 5                                           | Reino Unido                                 | Elfyn Evans                                 | Reino Unido                                 | Daniel Barritt                              | All                                         |
| Ford (Ford Fiesta RS WRC)                   | Reino Unido                                 | M-Sport World Rally Team                    | M                                           | 6                                           | Estónia                                     | Ott Tänak                                   | Estónia                                     | Raigo Mõlder                                | All                                         |
| Ford (Ford Fiesta RS WRC)                   | Chéquia                                     | Jipocar Czech National Team                 | P                                           | 21                                          | Chéquia                                     | Martin Prokop                               | Chéquia                                     | Jan Tománek                                 | 1–9, 11–13                                  |
| Ford (Ford Fiesta RS WRC)                   | Itália                                      | FWRT s.r.l.                                 | P                                           | 37                                          | Itália                                      | Lorenzo Bertelli                            | Itália                                      | Giovanni Bernacchini                        | 1–5                                         |
| Ford (Ford Fiesta RS WRC)                   | Itália                                      | FWRT s.r.l.                                 | P                                           | 37                                          | Itália                                      | Lorenzo Bertelli                            | Itália                                      | Lorenzo Granai                              | 6–13                                        |
| Hyundai (Hyundai i20 WRC)                   | Alemanha                                    | Hyundai Motorsport                          | M                                           | 7                                           | Bélgica                                     | Thierry Neuville                            | Bélgica                                     | Nicolas Gilsoul                             | 1–12                                        |
| Hyundai (Hyundai i20 WRC)                   | Alemanha                                    | Hyundai Motorsport                          | M                                           | 7                                           | Espanha                                     | Dani Sordo                                  | Espanha                                     | Marc Martí                                  | 13                                          |
| Hyundai (Hyundai i20 WRC)                   | Alemanha                                    | Hyundai Motorsport                          | M                                           | 8                                           | Espanha                                     | Dani Sordo                                  | Espanha                                     | Marc Martí                                  | 1, 3–9, 11–12                               |
| Hyundai (Hyundai i20 WRC)                   | Alemanha                                    | Hyundai Motorsport                          | M                                           | 8                                           | Nova Zelândia                               | Hayden Paddon                               | Nova Zelândia                               | John Kennard                                | 2, 10, 13                                   |
| Hyundai (Hyundai i20 WRC)                   | Alemanha                                    | Hyundai Motorsport N                        | M                                           | 20                                          | Países Baixos                               | Kevin Abbring                               | Reino Unido                                 | Sebastian Marshall                          | 2                                           |
| Hyundai (Hyundai i20 WRC)                   | Alemanha                                    | Hyundai Motorsport N                        | M                                           | 20                                          | Nova Zelândia                               | Hayden Paddon                               | Nova Zelândia                               | John Kennard                                | 3–9, 11–12                                  |
| Hyundai (Hyundai i20 WRC)                   | Alemanha                                    | Hyundai Motorsport N                        | M                                           | 20                                          | Predefinição:Country data SPA               | Dani Sordo                                  | Predefinição:Country data SPA               | Marc Martí                                  | 10                                          |
| Hyundai (Hyundai i20 WRC)                   | Alemanha                                    | Hyundai Motorsport N                        | M                                           | 20                                          | Bélgica                                     | Thierry Neuville                            | Bélgica                                     | Nicolas Gilsoul                             | 13                                          |

| Não elegíveis para o Campeonato de Construtores | Não elegíveis para o Campeonato de Construtores | Não elegíveis para o Campeonato de Construtores | Não elegíveis para o Campeonato de Construtores | Não elegíveis para o Campeonato de Construtores | Não elegíveis para o Campeonato de Construtores | Não elegíveis para o Campeonato de Construtores | Não elegíveis para o Campeonato de Construtores | Não elegíveis para o Campeonato de Construtores | Não elegíveis para o Campeonato de Construtores |
| Construtor                                      | Nat.                                            | Equipa                                          | Pneus                                           | Nº                                              | Nat.                                            | Pilotos                                         | Nat.                                            | Navegadores                                     | Ralis                                           |
| ----------------------------------------------- | ----------------------------------------------- | ----------------------------------------------- | ----------------------------------------------- | ----------------------------------------------- | ----------------------------------------------- | ----------------------------------------------- | ----------------------------------------------- | ----------------------------------------------- | ----------------------------------------------- |
| Volkswagen (Volkswagen Polo R WRC)              | Alemanha                                        | Volkswagen Motorsport II                        | M                                               | 9                                               | Noruega                                         | Andreas Mikkelsen                               | Noruega                                         | Ola Fløene                                      | 1, 3                                            |
| Citroën (Citroën DS3 WRC)                       | França                                          | Citroën Total Abu Dhabi World Rally Team        | M                                               | 12                                              | Noruega                                         | Mads Østberg                                    | Suécia                                          | Jonas Andersson                                 | 1                                               |
| Citroën (Citroën DS3 WRC)                       | França                                          | Citroën Total Abu Dhabi World Rally Team        | M                                               | 12                                              | Emirados Árabes Unidos                          | Khalid Al Qassimi                               | Reino Unido                                     | Chris Patterson                                 | 4–6, 8, 12                                      |
| Citroën (Citroën DS3 WRC)                       | França                                          | Citroën Total Abu Dhabi World Rally Team        | M                                               | 12                                              | França                                          | Stéphane Lefebvre                               | Bélgica                                         | Stéphane Prevot                                 | 9, 11, 13                                       |
| Citroën (Citroën DS3 WRC)                       | Itália                                          | D-Max Racing                                    | P                                               | 17                                              | Ucrânia                                         | Yuriy Protasov                                  | Ucrânia                                         | Pavlo Cherepin                                  | 1                                               |
| Citroën (Citroën DS3 WRC)                       | França                                          | PH Sport                                        | M                                               | 15                                              | França                                          | Stéphane Lefebvre                               | Bélgica                                         | Stéphane Prevot                                 | 12                                              |
| Citroën (Citroën DS3 WRC)                       | França                                          | PH Sport                                        | M                                               | 18                                              | França                                          | Sébastien Chardonnet                            | França                                          | Thibault De La Haye                             | 1                                               |
| Ford (Ford Fiesta RS WRC)                       | Noruega                                         | Adapta Motorsport                               | M                                               | 14                                              | Noruega                                         | Henning Solberg                                 | Áustria                                         | Ilka Minor                                      | 1–2                                             |
| Ford (Ford Fiesta RS WRC)                       | Noruega                                         | Adapta Motorsport                               | M                                               | 15                                              | Noruega                                         | Henning Solberg                                 | Áustria                                         | Ilka Minor                                      | 13                                              |
| Ford (Ford Fiesta RS WRC)                       | Noruega                                         | Adapta Motorsport                               | M                                               | 16                                              | Noruega                                         | Henning Solberg                                 | Áustria                                         | Ilka Minor                                      | 8                                               |
| Ford (Ford Fiesta RS WRC)                       | Reino Unido                                     | M-Sport World Rally Team                        | M                                               | 15                                              | França                                          | Bryan Bouffier                                  | França                                          | Xavier Panseri                                  | 1                                               |
| Ford (Ford Fiesta RS WRC)                       | Reino Unido                                     | M-Sport World Rally Team                        | M                                               | 15                                              | França                                          | Bryan Bouffier                                  | França                                          | Thibault De La Haye                             | 11                                              |
| Ford (Ford Fiesta RS WRC)                       | Reino Unido                                     | M-Sport World Rally Team                        | P                                               | 17                                              | Ucrânia                                         | Yuriy Protasov                                  | Ucrânia                                         | Pavlo Cherepin                                  | 2                                               |
| Ford (Ford Fiesta RS WRC)                       | Reino Unido                                     | M-Sport World Rally Team                        | P                                               | 17                                              | Rússia                                          | Alexey Lukyanuk                                 | Rússia                                          | Alexey Arnautov                                 | 8                                               |
| Ford (Ford Fiesta RS WRC)                       | Polónia                                         | RK World Rally Team                             | P                                               | 14                                              | Polónia                                         | Robert Kubica                                   | Polónia                                         | Maciek Szczepaniak                              | 5–9, 11–13                                      |
| Ford (Ford Fiesta RS WRC)                       | Polónia                                         | RK World Rally Team                             | P                                               | 16                                              | Polónia                                         | Robert Kubica                                   | Polónia                                         | Maciek Szczepaniak                              | 1–2                                             |
| Ford (Ford Fiesta RS WRC)                       | Polónia                                         | RK World Rally Team                             | P                                               | 24                                              | Polónia                                         | Robert Kubica                                   | Polónia                                         | Maciek Szczepaniak                              | 3                                               |
| Ford (Ford Fiesta RS WRC)                       | Finlândia                                       | Juho Hänninen                                   | M                                               | 15                                              | Finlândia                                       | Juho Hänninen                                   | Finlândia                                       | Tomi Tuominen                                   | 8                                               |
| Ford (Ford Fiesta RS WRC)                       | Polónia                                         | Synthos Cersanit Rally Team                     | P                                               | 18                                              | Polónia                                         | Michał Sołowow                                  | Polónia                                         | Maciek Baran                                    | 2                                               |
| Ford (Ford Fiesta RS WRC)                       | Itália                                          | GP Racing Team                                  | M                                               | 19                                              | França                                          | Jean-Michel Raoux                               | França                                          | Thomas Escartefigue                             | 1                                               |
| Ford (Ford Fiesta RS WRC)                       | Chéquia                                         | Jipocar Czech National Team                     | P                                               | 22                                              | Eslováquia                                      | Jaroslav Melichárek                             | Eslováquia                                      | Erik Melichárek                                 | 9                                               |
| Ford (Ford Fiesta RS WRC)                       | Bélgica                                         | First Motorsport                                | M                                               | 22                                              | França                                          | Stéphane Sarrazin                               | França                                          | Jean-Jacques Renucci                            | 11                                              |
| Ford (Ford Fiesta RS WRC)                       | República da Irlanda                            | Combilift Rallying                              | P                                               | 22                                              | República da Irlanda                            | Josh Moffett                                    | República da Irlanda                            | John Rowan                                      | 13                                              |
| Ford (Ford Fiesta RS WRC)                       | República da Irlanda                            | Combilift Rallying                              | P                                               | 23                                              | República da Irlanda                            | Sam Moffett                                     | República da Irlanda                            | Karl Atkinson                                   | 13                                              |
| Ford (Ford Fiesta RS WRC)                       | México                                          | Benito Guerra, Jr.                              | P                                               | 23                                              | México                                          | Benito Guerra, Jr.                              | Espanha                                         | Borja Rozada                                    | 3                                               |
| Ford (Ford Fiesta RS WRC)                       | Reino Unido                                     | Graham Coffey                                   | P                                               | 79                                              | Reino Unido                                     | Graham Coffey                                   | Alemanha                                        | Jenny Gäbler                                    | 9                                               |
| Hyundai (Hyundai i20 WRC)                       | Alemanha                                        | Hyundai Motorsport N                            | M                                               | 10                                              | Países Baixos                                   | Kevin Abbring                                   | Reino Unido                                     | Sebastian Marshall                              | 7, 9, 11, 13                                    |

### Alterações de pilotos
- Mikko Hirvonen retirou-se do Campeonato Mundial no fim da temporada 2014.[35] O seu lugar foi ocupado pelo estónio Ott Tänak, que regressou à categoria principal depois de uma temporada no WRC 2.
- O nove vezes campeão do mundo Sébastien Loeb e seu co-piloto Daniel Elena regressaram para disputar o Rali de Monte Carlo, competindo num Citroën DS3 WRC com a equipa Citroën World Rally Team.[36]

## Classificações do Ralis

### 1ª Prova— 83ème Rallye Automobile Monte-Carlo
| Prova | Rali                                                   | Podium | Podium | Podium                            | Podium                                             | Podium    | Estatísticas | Estatísticas            | Estatísticas | Estatísticas |
| Prova | Rali                                                   | Pos.   | Nº     | Piloto                            | Equipa                                             | Tempo     | Especiais    | Distância               | Part.        | Cheg.        |
| ----- | ------------------------------------------------------ | ------ | ------ | --------------------------------- | -------------------------------------------------- | --------- | ------------ | ----------------------- | ------------ | ------------ |
| 1     | 83ème Rallye Automobile de Monte-Carlo (22–25 Janeiro) | 1      | 1      | Sébastien Ogier Julien Ingrassia  | Volkswagen Motorsport · (Volkswagen Polo R WRC)    | 3:36:40.2 | (15)1a 14    | (355.48 km)1b 335.55 km | 94           | 78           |
| 1     | 83ème Rallye Automobile de Monte-Carlo (22–25 Janeiro) | 2      | 2      | Jari-Matti Latvala Miikka Anttila | Volkswagen Motorsport · (Volkswagen Polo R WRC)    | 3:37:38.2 | (15)1a 14    | (355.48 km)1b 335.55 km | 94           | 78           |
| 1     | 83ème Rallye Automobile de Monte-Carlo (22–25 Janeiro) | 3      | 9      | Andreas Mikkelsen Ola Floene      | Volkswagen Motorsport II · (Volkswagen Polo R WRC) | 3:38:52.5 | (15)1a 14    | (355.48 km)1b 335.55 km | 94           | 78           |

O atual campeão mundial Sébastien Ogier começou a temporada com uma vitória em Monte Carlo, pela segunda vez consecutiva no principado e o 25º da sua carreira WRC. O nove vezes Campeão do Mundo Sébastien Loeb, que regressou ao WRC para esta prova, foi o primeiro líder do rali, perdendo a primeira posição para Ogier na sétima etapa, após um pião quando atacava uma curva fechada. Na etapa seguinte, Loeb bateu numa pedra e perdeu um total de seis minutos, antes de desistir no troço de ligação seguinte. Isto deu a Ogier uma vantagem de quase dois minutos sobre o seu companheiro de equipa na Volkswagen, Jari-Matti Latvala. Apesar de ser incapaz de acompanhar os tempos parciais de seus rivais, Ogier seguiu num ritmo controlado com escolhas seguras de pneus conseguindo chegar à vitória. Latvala terminou em segundo lugar, tendo também ganho um ponto na power-stage, com Andreas Mikkelsen fazendo um 1-2-3 para a Volkswagen Motorsport. Mads Ostberg da Citroën terminou a prova na quarta posição. O duo da Hyundai Motorsport, Thierry Neuville e Dani Sordo terminou em quinto e sexto, separados por 0,8 segundos. Elfyn Evans sa M-Sport terminou em sétimo, tendo perdido tempo quando danificou a suspensão traseira de seu carro contra uma parede. Evans terminou à frente de Loeb, que voltou em Rali-2 e ganhou dois pontos na power-satge. O top ten foi completado por Martin Prokop e Kris Meeke, que venceu a power-stage conquistando os três pontos adicionais.

### 2ª Prova — 63º Rali da Suécia
| Prova | Rali                                 | Podium | Podium | Podium                           | Podium                                             | Podium    | Estatísticas | Estatísticas | Estatísticas | Estatísticas |
| Prova | Rali                                 | Pos.   | Nº     | Piloto                           | Equipa                                             | Tempo     | Especiais    | Distância    | Part.        | Cheg.        |
| ----- | ------------------------------------ | ------ | ------ | -------------------------------- | -------------------------------------------------- | --------- | ------------ | ------------ | ------------ | ------------ |
| 2     | 63º Rali da Suécia (12–15 Fevereiro) | 1      | 1      | Sébastien Ogier Julien Ingrassia | Volkswagen Motorsport · (Volkswagen Polo R WRC)    | 2:55:30.5 | 21           | 308.00 km    | 44           | 40           |
| 2     | 63º Rali da Suécia (12–15 Fevereiro) | 2      | 7      | Thierry Neuville Nicolas Gilsoul | Hyundai Motorsport · (Hyundai i20 WRC)             | 2:55:36.9 | 21           | 308.00 km    | 44           | 40           |
| 2     | 63º Rali da Suécia (12–15 Fevereiro) | 3      | 9      | Andreas Mikkelsen Ola Fløene     | Volkswagen Motorsport II · (Volkswagen Polo R WRC) | 2:56:10.3 | 21           | 308.00 km    | 44           | 40           |

Sébastien Ogier venceu o rali na última etapa aumentando a sua liderança no campeonato de pilotos. O rali começou com a vitória de Pontus Tidemand (Ford Fiesta RRC WRC-2), na Super Especial em Hagfors na quinta-feira à noite. Ogier assumiu a liderança na especial de abertura de sexta-feira, com o companheiro de equipa Jari-Matti Latvala a persegui-lo. O terceiro piloto da Volkswagen, Andreas Mikkelsen passou para a liderança na nona especial, depois de Ogier e Latvala acertarem ambos em bancos de neve, caindo para 4º e 23º, respectivamente. Mikkelsen manteve a liderança até à especial final de sábado, onde o Hyundai de Thierry Neuville assumiu a liderança depois de ter montado pneus novos para a longa especial; Mikkelsen e Ogier estavam ambos no entanto na disputa pela vitória, com um atraso de de 1,5 e de 9,6 segundos, respectivamente. Mikkelsen recuperou a liderança na especial de abertura do domingo, conseguindo uma vantagem de três segundos sobre Ogier para a última especial, Värmullsåsen, que também foi a power-stage do rali.
Correndo em ordem inversa às suas posições de rali, Ogier superou o tempo de Neuville na especial - em última análise, o tempo mais rápido da especial - e após ter completado a especial, Mikkelsen atingiu um banco de neve e perdeu 40 segundos caindo para atrás de Neuville na classificação geral. Ott Tanak terminou em quarto lugar obtendo o seu melhor resultado no WRC desde 2012, enquanto Hayden Paddon obteve o seu melhor resultado de sempre no WRC - substituiu o lesionado Dani Sordo - na quinta posição. Classificaram-se a seguir os dois pilotos britânicos Elfyn Evans e Kris Meeke, Martin Prokop terminou em oitavo à frente de Yuriy Protasov, que venceu a sua primeira especial no WRC (Kirkenær). A última posição pontuável foi ocupada por Mads Ostberg, que estava na luta por um lugar no pódio, até atingir um banco de neve na décima primeira especial. Ele também marcou um ponto extra por terminar em terceiro na power-stage. Após a última etapa, a Volkswagen Motorsport decidiu retirar o carro de Latvala - ele tinha conseguido recuperar até ao fim em 12º lugar, aproveitando uma brecha nos regulamentos em relação ao evento seguinte, Rali do México.

### 3ª Prova — 29º Rali do México
| Prova | Rali                           | Podium | Podium | Podium                           | Podium                                             | Podium    | Estatísticas | Estatísticas | Estatísticas | Estatísticas |
| Prova | Rali                           | Pos.   | Nº     | Piloto                           | Equipa                                             | Tempo     | Especiais    | Distância    | Part.        | Cheg.        |
| ----- | ------------------------------ | ------ | ------ | -------------------------------- | -------------------------------------------------- | --------- | ------------ | ------------ | ------------ | ------------ |
| 3     | 29º Rali do México (6–9 Março) | 1      | 1      | Sébastien Ogier Julien Ingrassia | Volkswagen Motorsport · (Volkswagen Polo R WRC)    | 4:19:13.4 | 21           | 394.21 km    | 30           | 23           |
| 3     | 29º Rali do México (6–9 Março) | 2      | 4      | Mads Østberg Jonas Andersson     | Citroën Total Abu Dhabi WRT · (Citroën DS3 WRC)    | 4:20:32.2 | 21           | 394.21 km    | 30           | 23           |
| 3     | 29º Rali do México (6–9 Março) | 3      | 9      | Andreas Mikkelsen Ola Fløene     | Volkswagen Motorsport II · (Volkswagen Polo R WRC) | 4:20:38.5 | 21           | 394.21 km    | 30           | 23           |

Prova dominada pelo binómio Sébastien Ogier/ Volskwagen, que viu os seus adversários quebrarem sucessivamente.
Sébastien Ogier começou por vencer o shakedown. O Rali abriu com a especial nocturna pelos tuneis de Guanajuato, cidade Património Mundial da UNESCO. Thierry Neuville tornou-se no primeiro líder da prova ao vencer a etapa, à frente de um surpreendente Lorenzo Bertelli.
O segundo dia de prova começou com o primeiro troço de terra de 2015, que Sébastien Ogier aproveitou para saltar para a liderança apesar de ter partido com a difícil tarefa de abrir e “limpar” a estrada. Logo na SE 3 Ott Tänak protagonizou o momento do rali quando perdeu o controlo do seu Ford Fiesta e se despistou caindo numa albufeira. Felizmente tanto o piloto como o navegador Reigo Molder conseguiram sair da viatura antes de imergir, e nadar até à margem. Este acidente causou grande apreensão entre todos já que os pilotos estiveram durante largos minutos sem serem localizados pelos responsáveis da prova. Kris Meeke, que venceu a SE 3  despistou-se na Especial nº4 danificando irreversivelmente o Citroën DS3 WRC. A manhã terminaria também com os abandonos de Robert Kubica (capotanço) e Hayden Paddon.
Thierry Neuville rodava rápido em 2º da geral quando se despistou na SE 8, deixando Latvala na vice-liderança no final do 2º dia da prova, após a qual o carro de Ott Tänak foi retirado de água, e após 10 horas imerso, a equipa da M-Sport conseguiu recuperar totalmente o Ford ‘’Fiestanic’’ nas 3 horas regulamentares, para regressar em Rali-2 (no entanto viria a desistir na ligação, regressando só no último dia).
No 3º dia, Latvala partia em perseguição do seu colega de equipa quando viria a desistir na Especial 12 após destruir a suspensão, arrancando uma roda traseira. Ogier liderava tranquilo, tendo vencido ainda a power-stage, enquanto a luta se centrava no 2º lugar.
Mads Østberg aproveitou um erro de Andreas Mikkelsen para terminar na frente deste no 2º lugar do pódio.
O regressado Dani Sordo foi o melhor Hyundai ao terminar em 5º.

### 4ª Prova — 35º Rali da Argentina
| Prova | Rali                                | Podium | Podium | Podium                       | Podium                                          | Podium    | Estatísticas | Estatísticas            | Estatísticas | Estatísticas |
| Prova | Rali                                | Pos.   | Nº     | Piloto                       | Equipa                                          | Tempo     | Especiais    | Distância               | Part.        | Cheg.        |
| ----- | ----------------------------------- | ------ | ------ | ---------------------------- | ----------------------------------------------- | --------- | ------------ | ----------------------- | ------------ | ------------ |
| 4     | 35º Rali da Argentina (23–26 abril) | 1      | 3      | Kris Meeke Paul Nagle        | Citroën Total Abu Dhabi WRT · (Citroën DS3 WRC) | 3:41:44.9 | (12)2a 11    | (315,86 km)2b 292,81 km | 60           | 26           |
| 4     | 35º Rali da Argentina (23–26 abril) | 2      | 4      | Mads Østberg Jonas Andersson | Citroën Total Abu Dhabi WRT · (Citroën DS3 WRC) | 3:42:03.0 | (12)2a 11    | (315,86 km)2b 292,81 km | 60           | 26           |
| 4     | 35º Rali da Argentina (23–26 abril) | 3      | 9      | Elfyn Evans Daniel Barritt   | M-Sport World Rally Team · (Ford Fiesta WRC)    | 3:45:12.3 | (12)2a 11    | (315,86 km)2b 292,81 km | 60           | 26           |

Kris Meeke, venceu uma prova do WRC pela primeira vez na sua carreira, a primeira de um piloto britânico após o Rali Safari de 2002 por Colin McRae, a quem Meeke dedicou a vitória.
Esta prova marcou o regresso da Citroën às vitórias 2 anos depois (Rali da Alemanha de 2013) e logo com uma 'dobradinha' (a última tinha sido no Rali da Finlândia de 2012), uma vez que o norueguês Mads Østberg terminou em segundo.
O galês Elfyn Evans em Ford Fiesta, conseguiu o primeiro pódio na carreira, sendo este o primeiro rali sem um único Volkswagen no pódio desde que a marca alemã regressou ao WRC.
Este rali ficou marcado pela extrema dureza (só 5 World Rally Cars não desistiram), que se começou a desenrolar logo na segunda especial com quase 52 km.
O bicampeão Sébastien Ogier desistiu com um injector partido, Mads Østberg viu o seu motor parar a meio do troço, Andreas Mikkelsen furou assim como Thierry Neuville enquanto Lorenzo Bertelli perdeu uma roda. Dani Sordo ficou sem direcção assistida, Nicholas Fuchs ficou sem direcção.
Kris Meeke saltava para a frente da prova, da qual já não viria a sair, vindo a beneficiar dos problemas dos pilotos que se lhe seguiam na classificação: Dani Sordo na PE3, e Jari-Matti Latvala, Ott Tänak e Andreas Mikkelsen na PE4.
Beneficiando dos sucessivos problemas de Latvala, Mads Østberg terminava o 2º dia da prova no 2º lugar a pouco mais de um minuto do seu colega de equipa.
O 3º dia ficou marcado pelo acidente de Hayden Paddon que na PE9 perdeu o controlo do carro após um salto, saindo de estrada e ferindo 6 espectadores com alguma gravidade, que se encontravam mal colocados. O troço viria a ser anulado. Na última especial do dia, Dani Sordo abandonou a prova assim como o regressado Ogier que o fez pela 2ª vez.
No último dia, Meeke limitou-se a controlar o ritmo, Latvala abandonou (motor), assim como Mikkelsen e Neuville após baterem exactamente na mesma pedra durante a Power Stage que foi vencida por Ogier, na frente de Sordo e Østberg.

### 5ª Prova — 49º Rali de Portugal
| Prova | Rali                                          | Podium | Podium | Podium                            | Podium                                             | Podium    | Estatísticas | Estatísticas            | Estatísticas | Estatísticas |
| Prova | Rali                                          | Pos.   | Nº     | Piloto                            | Equipa                                             | Tempo     | Especiais    | Distância               | Part.        | Cheg.        |
| ----- | --------------------------------------------- | ------ | ------ | --------------------------------- | -------------------------------------------------- | --------- | ------------ | ----------------------- | ------------ | ------------ |
| 5     | 49° Rally de Portugal (21–24 Maio) Resultados | 1      | 2      | Jari-Matti Latvala Miikka Anttila | Volkswagen Motorsport · (Volkswagen Polo R WRC)    | 3:30:35.3 | (16)3a 15    | (351,71 km)3b 324,18 km | 94           | 64           |
| 5     | 49° Rally de Portugal (21–24 Maio) Resultados | 2      | 1      | Sébastien Ogier Julien Ingrassia  | Volkswagen Motorsport · (Volkswagen Polo R WRC)    | 3:30:43.5 | (16)3a 15    | (351,71 km)3b 324,18 km | 94           | 64           |
| 5     | 49° Rally de Portugal (21–24 Maio) Resultados | 3      | 9      | Andreas Mikkelsen Ola Fløene      | Volkswagen Motorsport II · (Volkswagen Polo R WRC) | 3:31:03.9 | (16)3a 15    | (351,71 km)3b 324,18 km | 94           | 64           |

14 anos depois, o Rally de Portugal voltou a ser disputado na região Norte do país, regressando aos troços que lhe valeram a designação de melhor Rali do Mundo por 6 vezes, e o público aderiu em massa.
A prova iniciou-se com o shakedown que terminou no Kartódromo de Baltar, tendo a caravana do rali se deslocado para o Eurocircuito da Costilha para o regresso da mítica Superespecial de Lousada, com 15000 espectadores. Tal como no shakedown, Andreas Mikkelsen foi o mais rápido, seguido de Sébastien Ogier e Jari-Matti Latvala. Robert Kubica levou o novíssimo Ford Fiesta RS WRC (estreado pela M-Sport no Rally de Portugal) ao 4º lugar.
No segundo dia da prova, a competição disputou-se na Região do Minho, com o troço de Caminha a revelar-se bastante duro e a provocar várias desistências e avarias mecânicas. Ogier, na condição de líder do WRC tinha a difícil missão de abrir a estrada, furou logo na PEC 2 e terminaria o dia no 2º lugar. No fim das 5 especiais (a 2ª passagem por Ponte de Lima foi cancelada devido a um incêndio florestal) Latvala era o líder com 11,1 segundos de vantagem sobre Kris Meeke, e 16 s sobre Mikelsen. Sordo, vencedor da primeira especial do dia (PEC 2) era apenas 5º.
No sábado, Ogier recuperou parte da desvantagem, vencendo as segundas passagens do dia e no final do terceiro dia era 2º da Geral a 9,5 segundos do líder, Latvala. Meeke venceu duas das especiais e era 3º a 20 s do líder mas tinha Mikelsen (que venceu a restante especial) a apenas 1,1 s. Elfyn Evans abandonou logo após a primeira especial (tal como no dia anterior) com problemas elétricos no Ford Fiesta RS WRC, enquanto Tanak e Sordo, já mais de um minuto da liderança estava fora da luta por um lugar no pódio. Neuville capotou e Ostberg sofreu de problemas de motor no seu Citroen.
A decisão do título ficou reservada para domingo, com a disputa das míticas passagens de Fafe (2 passagens, sendo a segunda power-stage') e da Cabreira (a mais longa do rali com 32 km, agora designada de "Vieira do Minho"). Na primeira passagem por Fafe, e beneficiando de uma melhor posição na estrada, Ogier retirou 1,7 s à desvantagem para Latvala, mas na Serra da Cabreira Latvala respondia e aumentava a vantagem para 10,4 s. Mikelsen fechava o pódio Volkswagen. Na decisiva power-stage, Ogier recuperou 2,2 s a Latvala, insuficientes para o finlandês celebrar o triunfo.

### 6ª Prova — 12º Rali da Sardenha
| Prova | Rali                                      | Podium | Podium | Podium                           | Podium                                          | Podium    | Estatísticas | Estatísticas | Estatísticas | Estatísticas |
| Prova | Rali                                      | Pos.   | Nº     | Piloto                           | Equipa                                          | Tempo     | Especiais    | Distância    | Part.        | Cheg.        |
| ----- | ----------------------------------------- | ------ | ------ | -------------------------------- | ----------------------------------------------- | --------- | ------------ | ------------ | ------------ | ------------ |
| 6     | 12° Rally d'Italia Sardegna (11–14 Junho) | 1      | 1      | Sébastien Ogier Julien Ingrassia | Volkswagen Motorsport · (Volkswagen Polo R WRC) | 4:25:54.3 | 23           | 394,63 km    | 53           | 41           |
| 6     | 12° Rally d'Italia Sardegna (11–14 Junho) | 2      | 20     | Hayden Paddon John Kennard       | Hyundai Motorsport N · (Hyundai i20 WRC)        | 4:28:59.7 | 23           | 394,63 km    | 53           | 41           |
| 6     | 12° Rally d'Italia Sardegna (11–14 Junho) | 3      | 7      | Thierry Neuville Nicolas Gilsoul | Hyundai Motorsport · (Hyundai i20 WRC)          | 4:30:16.8 | 23           | 394,63 km    | 53           | 41           |

O rali iniciou-se com um surpreendente Martin Prokop a vencer a Super Especial de Cagliari, seguido de Dani Sordo (penalizado por falsa partida) e Mikkelsen. No segundo dia, nova supresa com Hayden Paddon a vencer os 3 primeiros troços de 6ª feira, e no final do PEC 4 liderava o rali com 25,3 s de vantagem sobre Latvala e 27,5 sobre Ogier. Nas restantes etapas, Paddon controlou o ritmo, mas um ligeiro toque na última especial fez com que a vantagem ficasse reduzida para apenas 8,8 s, agora sobre Ogier que tinha ultrapassado o seu colega de equipa. Dani Sordo foi obrigado a abandonar após arrancar uma roda enquanto Neuville sofreu de problemas como turbo e travão de mão e terminou em 6º. Meeke desistiu no PEC 2 e Kubica no seguinte.
Foi preciso chegar ao PEC 17 e um pião de Paddon para um VW assumir a liderança do rali. Ostberg era terceiro, mesmo tendo percorrido 20 km com um furo lento, tendo ganho 2 PEC antes de ter novo furo lento no último PEC. Neste dia Mikkelse (perdeu uma roda), Sordo (falta de pressão de gasolina), Kubica (3 furos e caixa de velocidades encravada) e Tanak (caixa de velocidades encravada quando era 3º classificado) desistiram enquanto não faltaram adversidades a Neuville (pião, problemas de caixa e direcção assistida a que somaram 40s de penalização) e Latvala (furo e amortecedor partido durante 2 troços). No final do dia Ogier dispunha de uma enorme vantagem sobre Paddon (2m13s) enquanto Ostberg era 3º a 3m25s e Neuville 4º a 3m57s.
Para o último dia as atenções estavam concentradas na luta pelo último lugar do pódio entre Ostberg e Neuville. Um despiste de Ostberg (caiu para 5º) entregou o 3º lugar ao belga. A power-stage foi totalmente dominada pela VW: Ogier, Latvala e Mikkelsen.

### 7ª Prova — 72º Rali da Polónia
| Prova | Rali                            | Podium | Podium | Podium                           | Podium                                             | Podium    | Estatísticas | Estatísticas            | Estatísticas | Estatísticas |
| Prova | Rali                            | Pos.   | Nº     | Piloto                           | Equipa                                             | Tempo     | Especiais    | Distância               | Part.        | Cheg.        |
| ----- | ------------------------------- | ------ | ------ | -------------------------------- | -------------------------------------------------- | --------- | ------------ | ----------------------- | ------------ | ------------ |
| 7     | 72º Rali da Polónia (2–5 Julho) | 1      | 1      | Sébastien Ogier Julien Ingrassia | Volkswagen Motorsport · (Volkswagen Polo R WRC)    | 2:26:11.5 | (19)4a 18    | (313,53 km)4b 295,83 km | 70           | 57           |
| 7     | 72º Rali da Polónia (2–5 Julho) | 2      | 9      | Andreas Mikkelsen Ola Fløene     | Volkswagen Motorsport II · (Volkswagen Polo R WRC) | 2:26:23.4 | (19)4a 18    | (313,53 km)4b 295,83 km | 70           | 57           |
| 7     | 72º Rali da Polónia (2–5 Julho) | 3      | 6      | Ott Tänak Raigo Mõlder           | M-Sport World Rally Team · (Ford Fiesta WRC)       | 2:26:34.5 | (19)4a 18    | (313,53 km)4b 295,83 km | 70           | 57           |

Ainda no shakedown, Kris Meeke sofreu um acidente que o obrigou a passar a pé pela cerimónia de partida. Sebástien Ogier venceu a Super Especial de abertura, seguindo-se os privados Robert Kubica e Martin Prokop.
No 2º dia Ott Tanak aproveitou a posição de partida (11º na estrada) e venceu os 3 troços. No entanto, Ogier aumentou o ritmo, e beneficiando dos problemas de Tanak, era líder no final da PEC 7.
No 3º dia, Ogier manteve a liderança enquanto Tanak pressionou Latvala, acabando por o passar e conseguir o último lugar do pódio, atrás de Mikkelsen. Elfyn Evans abandonava com problemas na bomba de água, Hayden Paddon era o melhor Hyundai enquanto os Citroen se encontravam mal posicionados.
No último dia, Mikkelsen ainda tentou a vitória, mas as posições do pódio não se alteraram. Latvala perdeu o quarto lugar já na ligação para a assistência, para Hayden Paddon que foi o melhor Hyundai, numa prova em que os 4 carros da marca sul-coreana terminaram.

### 8ª Prova — 65º Rali da Finlândia
| Prova | Rali                                      | Podium | Podium | Podium                            | Podium                                          | Podium    | Estatísticas | Estatísticas | Estatísticas | Estatísticas |
| Prova | Rali                                      | Pos.   | Nº     | Piloto                            | Equipa                                          | Tempo     | Especiais    | Distância    | Part.        | Cheg.        |
| ----- | ----------------------------------------- | ------ | ------ | --------------------------------- | ----------------------------------------------- | --------- | ------------ | ------------ | ------------ | ------------ |
| 8     | 65º Rali da Finlândia (30 Julho-2 Agosto) | 1      | 2      | Jari-Matti Latvala Miikka Anttila | Volkswagen Motorsport · (Volkswagen Polo R WRC) | 2:33:03.8 | 20           | 320,00 km    | 84           | 56           |
| 8     | 65º Rali da Finlândia (30 Julho-2 Agosto) | 2      | 1      | Sébastien Ogier Julien Ingrassia  | Volkswagen Motorsport · (Volkswagen Polo R WRC) | 2:33:17.5 | 20           | 320,00 km    | 84           | 56           |
| 8     | 65º Rali da Finlândia (30 Julho-2 Agosto) | 3      | 4      | Mads Østberg Jonas Andersson      | Citroën Total Abu Dhabi WRT · (Citroën DS3 WRC) | 2:34:40.6 | 20           | 320,00 km    | 84           | 56           |

### 9ª Prova — 33º Rali da Alemanha
| Prova | Rali                                | Podium | Podium | Podium                            | Podium                                          | Podium    | Estatísticas | Estatísticas | Estatísticas | Estatísticas |
| Prova | Rali                                | Pos.   | Nº     | Piloto                            | Equipa                                          | Tempo     | Especiais    | Distância    | Part.        | Cheg.        |
| ----- | ----------------------------------- | ------ | ------ | --------------------------------- | ----------------------------------------------- | --------- | ------------ | ------------ | ------------ | ------------ |
| 9     | 33º Rali da Alemanha (20–23 Agosto) | 1      | 1      | Sébastien Ogier Julien Ingrassia  | Volkswagen Motorsport · (Volkswagen Polo R WRC) | 3:35:49.5 | 21           | 374.43 km    | 75           | 56           |
| 9     | 33º Rali da Alemanha (20–23 Agosto) | 2      | 2      | Jari-Matti Latvala Miikka Anttila | Volkswagen Motorsport · (Volkswagen Polo R WRC) | 3:36:12.5 | 21           | 374.43 km    | 75           | 56           |
| 9     | 33º Rali da Alemanha (20–23 Agosto) | 3      | 9      | Andreas Mikkelsen Ola Fløene      | Volkswagen Motorsport · (Volkswagen Polo R WRC) | 3:37:46.1 | 21           | 374.43 km    | 75           | 56           |

### 10ª Prova — 24º Rali da Austrália
| Prova | Rali                                   | Podium | Podium | Podium                            | Podium                                          | Podium    | Estatísticas | Estatísticas | Estatísticas | Estatísticas |
| Prova | Rali                                   | Pos.   | Nº     | Piloto                            | Equipa                                          | Tempo     | Especiais    | Distância    | Part.        | Cheg.        |
| ----- | -------------------------------------- | ------ | ------ | --------------------------------- | ----------------------------------------------- | --------- | ------------ | ------------ | ------------ | ------------ |
| 10    | 24º Rali da Austrália (10–13 Setembro) | 1      | 1      | Sébastien Ogier Julien Ingrassia  | Volkswagen Motorsport · (Volkswagen Polo R WRC) | 2:59:16.4 | 17           | 311.36 km    | 26           | 22           |
| 10    | 24º Rali da Austrália (10–13 Setembro) | 2      | 2      | Jari-Matti Latvala Miikka Anttila | Volkswagen Motorsport · (Volkswagen Polo R WRC) | 2:59:28.7 | 17           | 311.36 km    | 26           | 22           |
| 10    | 24º Rali da Austrália (10–13 Setembro) | 3      | 3      | Kris Meeke Paul Nagle             | Citroën Total Abu Dhabi WRT · (Citroën DS3 WRC) | 2:59:49.0 | 17           | 311.36 km    | 26           | 22           |

### 11ª Prova — Rali da França/Rali da Córsega
| Prova | Rali                          | Podium | Podium | Podium                            | Podium                                             | Podium    | Estatísticas | Estatísticas            | Estatísticas | Estatísticas |
| Prova | Rali                          | Pos.   | Nº     | Piloto                            | Equipa                                             | Tempo     | Especiais    | Distância               | Part.        | Cheg.        |
| ----- | ----------------------------- | ------ | ------ | --------------------------------- | -------------------------------------------------- | --------- | ------------ | ----------------------- | ------------ | ------------ |
| 11    | Rali da Córsega (1–4 Outubro) | 1      | 2      | Jari-Matti Latvala Miikka Anttila | Volkswagen Motorsport · (Volkswagen Polo R WRC)    | 2:39:46.7 | (9)5a 7      | (332,73 km)5b 245,35 km | 123          | 97           |
| 11    | Rali da Córsega (1–4 Outubro) | 2      | 5      | Elfyn Evans Daniel Barritt        | M-Sport World Rally Team · (Ford Fiesta WRC)       | 2:40:29.8 | (9)5a 7      | (332,73 km)5b 245,35 km | 123          | 97           |
| 11    | Rali da Córsega (1–4 Outubro) | 3      | 9      | Andreas Mikkelsen Ola Fløene      | Volkswagen Motorsport II · (Volkswagen Polo R WRC) | 2:40:33.0 | (9)5a 7      | (332,73 km)5b 245,35 km | 123          | 97           |

### 12ª Prova — 51º Rali da Catalunha
| Prova | Rali                                  | Podium | Podium | Podium                                                                            | Podium                                             | Podium    | Estatísticas | Estatísticas | Estatísticas | Estatísticas |
| Prova | Rali                                  | Pos.   | Nº     | Piloto                                                                            | Equipa                                             | Tempo     | Especiais    | Distância    | Part.        | Cheg.        |
| ----- | ------------------------------------- | ------ | ------ | --------------------------------------------------------------------------------- | -------------------------------------------------- | --------- | ------------ | ------------ | ------------ | ------------ |
| 12    | 51° Rali da Catalunha (22–25 Outubro) | 1      | 9      | Andreas Mikkelsen Ola Fløene                                                      | Volkswagen Motorsport II · (Volkswagen Polo R WRC) | 3:21:04.8 | 23           | 331,25 km    | 82           | 64           |
| 12    | 51° Rali da Catalunha (22–25 Outubro) | 2      | 2      | Jari-Matti Latvala Miikka Anttila                                                 | Volkswagen Motorsport · (Volkswagen Polo R WRC)    | 3:21:07.9 | 23           | 331,25 km    | 82           | 64           |
| 12    | 51° Rali da Catalunha (22–25 Outubro) | 3      | 8      | Predefinição:Country data SPA Dani Sordo Predefinição:Country data SPA Marc Martí | Hyundai Motorsport · (Hyundai i20 WRC)             | 3:21:26.0 | 23           | 331,25 km    | 82           | 64           |

### 13ª Prova — 71º Rali do País de Gales
| Prova | Rali                                       | Podium | Podium | Podium                           | Podium                                                       | Podium    | Estatísticas | Estatísticas | Estatísticas | Estatísticas |
| Prova | Rali                                       | Pos.   | Nº     | Piloto                           | Equipa                                                       | Tempo     | Especiais    | Distância    | Part.        | Cheg.        |
| ----- | ------------------------------------------ | ------ | ------ | -------------------------------- | ------------------------------------------------------------ | --------- | ------------ | ------------ | ------------ | ------------ |
| 13    | 71º Rali do País de Gales (12–15 Novembro) | 1      | 1      | Sébastien Ogier Julien Ingrassia | Volkswagen Motorsport · (Volkswagen Polo R WRC)              | 3:03:02.0 | 19           | 310.15 km    | 70           | 58           |
| 13    | 71º Rali do País de Gales (12–15 Novembro) | 2      | 3      | Kris Meeke Paul Nagle            | Citroën Total Abu Dhabi World Rally Team · (Citroën DS3 WRC) | 3:03:28.0 | 19           | 310.15 km    | 70           | 58           |
| 13    | 71º Rali do País de Gales (12–15 Novembro) | 3      | 9      | Andreas Mikkelsen Ola Fløene     | Volkswagen Motorsport II · (Volkswagen Polo R WRC)           | 3:03:38.2 | 19           | 310.15 km    | 70           | 58           |

Notas
- ↑1  – O Rali de Monte Carlo foi encurtado devido ao cancelamento da noa especial por excesso de público.[51]
- ↑2  – O Rali da Argentina foi encurtado devido à neutralização da nona especial após o acidente de Hayden Paddon que feriu 6 espectadores.
- ↑3  – O Rali de Portugal foi encurtado após um fogo florestal ter obrigado ao cancelamento da 5ª especial.[52]
- ↑4  – O Rali da Polónia foi encurtado após a 14ª especial ter sido cancelada devido à presença de muitos espectadores em zonas proibidas.[53]
- ↑5  – O Rali da Córsega foi encurtado após uma cheia que danificou algumas estradas ter obrigado ao cancelamento da 2ª e 4ª especiais.[54]

## Resultados e Classificações

### Campeonato de Pilotos
São atribuídos pontos aos 10 pilotos mais bem classificados de cada rali. São atribuídos 3 pontos adicionais ao vencedor da power-stage, 2 ao segundo e 1 ao terceiro.
| Posição | 1º | 2º | 3º | 4º | 5º | 6º | 7º | 8º | 9º | 10º |
| Pontos  | 25 | 18 | 15 | 12 | 10 | 8  | 6  | 4  | 2  | 1   |

| Pos. | Piloto               | MON | SUE | MEX | ARG | POR | ITA | POL | FIN | ALE | AUS | FRA | ESP | GBR | Pontos |
| ---- | -------------------- | --- | --- | --- | --- | --- | --- | --- | --- | --- | --- | --- | --- | --- | ------ |
| 1    | Sébastien Ogier      | 1   | 1   | 1   | 171 | 21  | 1   | 1   | 21  | 1   | 1   | 151 | Ret | 1   | 263    |
| 2    | Jari-Matti Latvala   | 23  | Ret | 15  | Ret | 12  | 62  | 5   | 12  | 21  | 2   | 13  | 2   | 501 | 183    |
| 3    | Andreas Mikkelsen    | 3   | 3   | 32  | Ret | 3   | 363 | 23  | Ret | 3   | 43  | 3   | 1   | 32  | 171    |
| 4    | Mads Østberg         | 4   | 103 | 2   | 23  | 7   | 5   | 9   | 3   | 7   | WD  | 6   | 4   | 7   | 116    |
| 5    | Kris Meeke           | 101 | 7   | 16  | 1   | 4   | 24  | 7   | 173 | 122 | 3   | 4   | 53  | 2   | 112    |
| 6    | Thierry Neuville     | 5   | 2   | 83  | Ret | 38  | 3   | 6   | 4   | 5   | 7   | 23  | 8   | Ret | 90     |
| 7    | Elfyn Evans          | 7   | 6   | 4   | 3   | 69  | 4   | 50  | 12  | 6   | 9   | 2   | 34  | 6   | 89     |
| 8    | Dani Sordo           | 6   | WD  | 5   | 52  | 6   | 20  | 10  | 11  | 43  | 8   | 7   | 3   | 4   | 89     |
| 9    | Hayden Paddon        |     | 5   | 17  | 16  | 8   | 2   | 4   | Ret | 9   | 5   | 5   | 6   | 5   | 84     |
| 10   | Ott Tänak            | 18  | 4   | 22  | 10  | 5   | 14  | 32  | 5   | 8   | 6   | 10  | 41  | Ret | 63     |
| 11   | Martin Prokop        | 9   | 8   | 6   | 4   | 10  | Ret | 11  | 7   | Ret |     | 12  | 7   | 21  | 39     |
| 12   | Robert Kubica        | Ret | 20  | 18  |     | 9   | 30  | 8   | Ret | 35  |     | 222 | 11  | 93  | 11     |
| 13   | Khalid Al Qassimi    |     |     |     | 6   | 24  | 10  |     | 16  |     |     |     | 15  |     | 9      |
| 14   | Juho Hänninen        |     |     |     |     |     |     |     | 6   |     |     |     |     |     | 8      |
| 15   | Yuriy Protasov       | 16  | 9   | 13  | 13  |     | 7   |     | 13  | 15  | 11  | 20  | 14  | 37  | 8      |
| 16   | Nasser Al-Attiyah    |     |     | 7   |     | 11  | 12  | Ret |     | 17  | 10  |     | 12  |     | 7      |
| 17   | Abdulaziz Al-Kuwari  |     |     | 11  | 7   | 16  | 11  |     |     |     | 12  |     | 23  | 16  | 6      |
| 18   | Sébastien Loeb       | 82  |     |     |     |     |     |     |     |     |     |     |     |     | 6      |
| 19   | Stéphane Lefebvre    | 12  | Ret | Ret | Ret | 15  | 26  | Ret | EX  | 10  | 13  | 11  | 50  | 8   | 5      |
| 20   | Esapekka Lappi       |     |     |     |     | 12  | 17  | 12  | 8   | 42  |     | 14  | Ret |     | 4      |
| 21   | Diego Domínguez      |     |     |     | 8   |     |     |     |     |     |     |     |     |     | 4      |
| 22   | Paolo Andreucci      |     |     |     |     |     | 8   |     |     |     |     |     |     |     | 4      |
| 23   | Bryan Bouffier       | Ret |     |     |     |     |     |     |     | Ret |     | 8   |     |     | 4      |
| 24   | Pontus Tidemand      |     | 17  |     |     | 13  |     | 13  | 9   |     |     | Ret | 9   | WD  | 4      |
| 25   | Jan Kopecký          |     |     |     |     |     | 9   |     |     | 13  |     |     | 10  | WD  | 3      |
| 26   | Stéphane Sarrazin    |     |     |     |     |     |     |     |     |     |     | 9   |     |     | 2      |
| 27   | Nicolás Fuchs        |     |     | 9   | Ret | 17  | 15  | 20  | Ret |     |     |     |     | 18  | 2      |
| 28   | Gustavo Saba         |     |     |     | 9   |     |     |     |     |     |     |     |     |     | 2      |
| 29   | Lorenzo Bertelli     | 68  | Ret | Ret | 19  | Ret | Ret | 16  | 10  | DNS | 18  | Ret | Ret | 10  | 2      |
| 30   | Jari Ketomaa         |     | 13  | 10  | 12  | Ret |     | 17  |     |     |     |     | 36  | WD  | 1      |
|      | Kevin Abbring        |     | 11  |     |     |     |     | 15  |     | 11  |     | Ret |     | Ret | 0      |
|      | Henning Solberg      | 11  | 12  |     |     |     |     |     |     |     |     |     |     |     | 0      |
|      | Benito Guerra        |     |     | 12  |     |     |     |     |     |     |     |     |     |     | 0      |
|      | Josh Moffett         |     |     |     |     |     |     |     |     |     |     |     |     | 14  | 0      |
|      | Sam Moffett          |     |     |     |     |     |     |     |     |     |     |     |     | 15  | 0      |
|      | Jean-Michel Raoux    | 20  |     |     |     |     |     |     |     |     |     |     |     |     | 0      |
|      | Sebastien Chardonnet | 47  |     |     |     |     |     |     |     |     |     |     |     |     | 0      |
|      | Geoff Coffey         |     |     |     |     |     |     |     |     | 47  |     |     |     |     | 0      |
|      | Michal Solowow       |     | Ret |     |     |     |     |     |     |     |     |     |     |     | 0      |
|      | Jaroslav Melicharek  |     |     |     |     |     |     |     |     | Ret |     |     |     |     | 0      |
| Pos. | Piloto               | MON | SUE | MEX | ARG | POR | ITA | POL | FIN | ALE | AUS | FRA | ESP | GBR | Pontos |

| Cor        | Resultado             |
| ---------- | --------------------- |
| Ouro       | Vencedor              |
| Prata      | 2.º lugar             |
| Bronze     | 3.º lugar             |
| Verde      | Terminou, nos pontos  |
| Azul       | Terminou, sem pontos  |
| Púrpura    | Ret – Retirou-se      |
| Vermelho   | NQ – Não qualificado  |
| Preto      | DSQ – Desqualificado  |
| Branco     | NL – Não largou       |
| Branco     | C – Corrida cancelada |
| Azul claro | AT – Apenas Treino    |
| Sem cor    | NP – Não participou   |
| Sem cor    | Les – Lesionado       |
| Sem cor    | EX – Excluído         |

### Campeonato de Construtores
| Pos. | Construtor                               | Nº | MON | SUE | MEX | ARG | POR | ITA | POL | FIN | ALE | AUS | FRA | ESP | GBR | Pontos |
| ---- | ---------------------------------------- | -- | --- | --- | --- | --- | --- | --- | --- | --- | --- | --- | --- | --- | --- | ------ |
| 1    | Volkswagen Motorsport                    | 1  | 1   | 1   | 1   | 8   | 2   | 1   | 1   | 2   | 1   | 1   | 10  | Ret | 1   | 413    |
| 1    | Volkswagen Motorsport                    | 2  | 2   | Ret | 7   | Ret | 1   | 6   | 5   | 1   | 2   | 2   | 1   | 2   | 10  | 413    |
| 2    | Citroën Total Abu Dhabi World Rally Team | 3  | 8   | 7   | 8   | 1   | 4   | 9   | 7   | 10  | 10  | 3   | 4   | 5   | 2   | 230    |
| 2    | Citroën Total Abu Dhabi World Rally Team | 4  | 6   | 9   | 2   | 2   | 7   | 5   | 8   | 3   | 7   | 10  | 6   | 4   | 7   | 230    |
| 3    | Hyundai Motorsport                       | 7  | 3   | 2   | 6   | Ret | 10  | 3   | 6   | 4   | 5   | 7   | 11  | 8   | 4   | 224    |
| 3    | Hyundai Motorsport                       | 8  | 4   | 5   | 4   | 5   | 6   | 8   | 9   | 8   | 4   | 5   | 7   | 3   | 5   | 224    |
| 4    | M-Sport World Rally Team                 | 5  | 5   | 6   | 3   | 3   | 11  | 4   | 12  | 9   | 6   | 9   | 2   | 9   | 6   | 181    |
| 4    | M-Sport World Rally Team                 | 6  | 9   | 4   | 10  | 6   | 5   | 7   | 3   | 5   | 8   | 6   | 8   | 10  | Ret | 181    |
| 5    | Volkswagen Motorsport II                 | 9  |     | 3   |     | Ret | 3   | 10  | 2   | Ret | 3   | 4   | 3   | 1   | 3   | 131    |
| 6    | Hyundai Motorsport N                     | 20 |     | 10  | 9   | 7   | 8   | 2   | 4   | Ret | 9   | 8   | 5   | 6   | Ret | 67     |
| 7    | Jipocar Czech National Team              | 21 | 7   | 8   | 5   | 4   | 9   | Ret | 10  | 6   | Ret |     | 9   | 7   | 9   | 53     |
| 8    | FWRT s.r.l.                              | 37 | 10  | Ret | Ret | 9   | Ret | Ret | 11  | 7   | DNS | 11  | Ret | Ret | 8   | 13     |
| Pos. | Construtor                               | Nº | MON | SUE | MEX | ARG | POR | ITA | POL | FIN | ALE | AUS | FRA | ESP | GBR | Pontos |